# Маргарита (спутник)
Маргарита (англ. Margaret) — нерегулярный спутник планеты Уран с прямым орбитальным обращением.

Названа по имени персонажа из пьесы Шекспира «Много шума из ничего». Также обозначается как Уран XXIII.

## История открытия
Маргарита была открыта Скоттом Шеппардом по снимкам, сделанным им совместно с Дэвидом Джуиттом 29 и 30 августа 2003 года с помощью телескопа «Субару» в обсерватории Мауна-Кеа. Они же наблюдали этот объект 20 сентября в телескоп «Джемини». Некоторое время спустя Брайан Марсден предварительно идентифицировал этот объект. Полученные результаты были подтверждены Джоном Кавеларсом по снимку, сделанному 25 августа 2001 года с помощью телескопа «Канада-Франция-Гавайи». Спутник получил временное обозначение S/2003 U 3.
Собственное название было присвоено 29 декабря 2005 года.

## Орбита

Нерегулярные спутники Урана.

Особенностью Маргариты является то, что она — единственный нерегулярный спутник Урана с прямым орбитальным обращением.
На диаграмме показаны орбитальные параметры Маргариты, уникальные среди нерегулярных спутников Урана, с наклонением по вертикальной оси и эксцентриситетом орбиты, выраженным горизонтальными отрезками от перицентра до апоцентра.
По состоянию на 2008 год эксцентриситет Маргариты составляет 0,7979.
Таким образом, на данный момент у Маргариты наиболее эксцентрическая орбита среди всех известных спутников в Солнечной системе, хотя у Нереиды в среднем эксцентриситет больше.